# La Clairière de Vaux
La Clairière de Vaux ou Milieu libre de Vaux est une communauté libertaire fondée à Essômes-sur-Marne dans l'Aisne en 1902.
La Clairière de Vaux serait le premier milieu libre anarchiste en France.

## Société pour la création et le développement d'un milieu libre en France

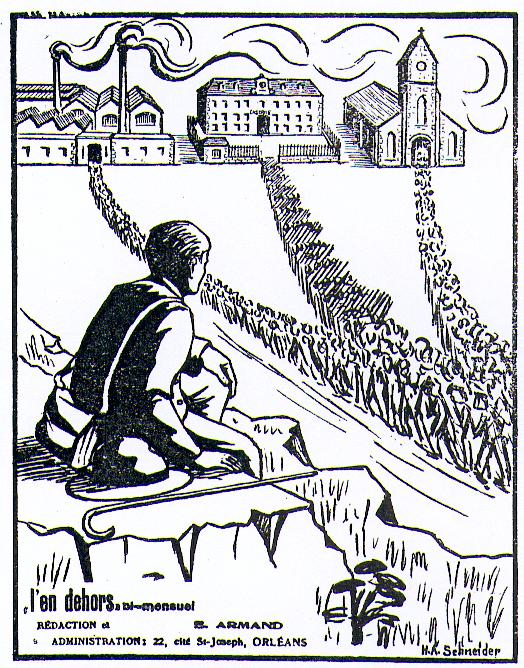
Une affiche de L’En-dehors pour les milieux libres.

En 1902, est constituée une Société pour la création et le développement d'un milieu libre en France animée notamment par Élisée Reclus, Jehan Rictus, Lucien Descaves, Maurice Donnay, Henri Zisly, Émile Armand, Paraf-Javal ou Georges Deherme
Le but unique de l'association, selon la feuille-programme est de « Tenter une expérience de communisme libre ». Des conférences sont organisées, des encarts publiés dans la presse libertaire afin de promouvoir la création concrète d'un milieu libre. Grâce à cet activisme, ils sont environ 250 co-sociétaires à la fin de 1902, 400 en 1903.
Parallèlement, se forme un groupe de volontaires qui veulent tenter l'expérience. Le principe central en est « Chacun produira selon ses forces. Chacun consommera selon ses besoins ». Ce groupe est « pluraliste libertaire », des individualistes y côtoient des naturiens ou des communistes.

## Colonie communiste
À Vaux, hameau de la commune d'Essômes-sur-Marne, près de Château-Thierry, un homme de 69 ans, Alphonse Boutin, s'enthousiasme pour le projet et propose sa maison et deux hectares de terre à condition de participer à l'expérience.
En janvier 1903, le premier « colon » arrive, suivi en mars de Georges Butaud, le promoteur du projet, et sa compagne Sophie Zaïkowska.
En mai 1904, ils sont treize « colons » qui vivent ensemble. Pour assurer leur existence ils pratiquent l'agriculture, mais aussi l’élevage, la bonneterie, la cordonnerie, l'atelier de confection sur mesure. Il est question de créer une bibliothèque, une école libertaire, une imprimerie.
Les objectifs sont très ambitieux : le « communisme libertaire » doit s’exprimer par la « prise au tas », la suppression de l’argent et des salaires, l’éducation gratuite, l’émancipation totale de la femme.
La colonie édite La Revue communiste (Paris) qui n’a que cinq numéros entre décembre 1903 et mars 1904. Contrairement à ce qui est indiqué sur la couverture, elle est imprimée à Liège par le belge Georges Thonar.
L'initiative est soutenue par des intellectuels, artistes, et écrivains, comme Lucien Descaves, Élisée Reclus, Maurice Donnay, qui écrivent des articles dans la presse libertaire sur leurs visites pour populariser l’entreprise et amener des fonds.

## Échec de l'expérience

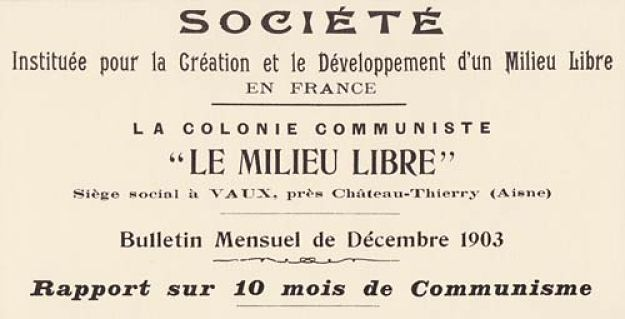
Bulletin mensuel de décembre 1903.

Mais, en juillet 1903, le propriétaire du terrain se retire, récupérant son apport. Le journal Le Libertaire est le théâtre de polémiques sur les bilans financiers de la colonie. Dès novembre 1903, une attaque en règle est menée contre la colonie par certains milieux anarchistes. Le Libertaire publie un premier bilan de l’expérience en décembre 1903, auquel Henri Beylie et Georges Butaud répondent dans le Bulletin mensuel édité par la colonie en décembre 1903 (voir ci-contre), donnant un « rapport sur dix mois de communisme » qui met en valeur les résultats obtenus et s’oppose aux conclusions pessimistes du Libertaire. Malgré ces débats, le milieu libre reste un lieu de vie en commun où les habitants se succèdent et qui accueille régulièrement les compagnons de passage (d’après l’écrivain Georges Navel, Lénine lui-même serait venu visiter la colonie lors de son séjour en France en 1903).
En 1905 il n'y a plus que sept « colons » : quatre hommes, deux femmes et un enfant. Sur une trentaine de volontaires, seule une demi-douzaine résiste vraiment.
Jusqu'en février 1907, date de son auto-dissolution, elle a compté au total entre 22 et 29 « colons » selon les sources.
À la fin de l'expérience, Le Libertaire essaie d'en dresser le bilan et met en avant le rôle déterminant des discordes inter-individuelles : « L'intolérance et l'autoritarisme sont les principaux facteurs de discorde et de désunion. C'est l'esprit bourgeois qui subsiste jusque dans le Milieu Libre, le sale état d'âme consistant à critiquer ce que fait le voisin, à mesurer son effort, à peser son travail et à discuter sur la somme d'activité de pensée ». La conclusion est sans appel selon le journal : « Dès qu'on oublie la formule De chacun selon ses forces on retombe forcément dans le plus sale patronat ou dans le plus puant collectivisme ». Pour Henri Zisly dans Le Libertaire du 24 février 1907, la fin de l'expérience est marquée « par l’incohérence, le parasitisme, parfois l’imbécilité, aussi par l’estampage de certains soi-disant camarades ».
De son côté, E. Armand, qui y a séjourné, pointe : « Avant d’être un colon extérieur, il convient d’être un colon intérieur » [...] Et la difficulté semble encore supérieure lorsque l’on est une femme : « Il est regrettable de constater le retard de la femme dans le degré d’évolution ; sur sept femmes passées à Vaux, seulement trois avaient quelque idée, les autres étaient absolument ordinaires, et restaient sous l’entière dépendance de leur compagnon, ne comprenant qu’à peine ces mots bizarres, anarchie, communisme, etc. ne se permettant aucune pensée ».
Après cet échec, Georges Butaud mène une nouvelle tentative (la troisième) en 1911, à 800 mètres de Vaux : la colonie naturiste et végétalienne de Bascon.

### Membres de la colonie
(liste non exhaustive)
- Georges Butaud
- Sophie Zaïkowska
- Henri Beylie
- Francis Prost[15]
- Jules Ardouin[16]

### Théâtre
- Lucien Descaves, La Clairière avec Maurice Donnay, Théâtre Antoine, 1900. Lire en ligne.

### Vidéo
- Interview de Tony Legendre, 12 octobre 2008, voir en ligne.

### Articles
- La colonie de Vaux au jour le jour, L’Ère Nouvelle, n° 27, janvier-février 1904.

- Nicolas Totet, Près de Château-Thierry, une clairière nommée libertaire, Le Courrier picard, 21 janvier 2018, [lire en ligne].

## Notices
- L'Éphéméride anarchiste : notice.